# Крестованье
Крестованье — побратимство посредством взаимного обмена носимых на шее крестов.
Покрестовавшиеся, то есть обменявшиеся крестами, называются: мужчины — крестовой, крестовушко или крестовый брат, а женщины — крестова, крестовая сестра.
У саамов обычай крестования был символом заключения мирного договора между его участниками, которые могут относиться к разным этническим группам. Изредка саамы заключали такие союзы с русскими колонистами и включая их таким образом в круг родовых отношений. Обычай крестования саамов не распространялся на фильманов и коми-ижемцев, с которыми они конкурировали.
В художественной литературе, крестование является знаковой ситуацией в романах Фёдора Достоевского. Обмен крестами происходит в моменты роковые для героев повествования, после этого обряда они решаются на важный в своей жизни шаг. Например Раскольников делает это перед признанием в убийстве.